# Sypna coelisparsa
Sypna coelisparsa là một loài bướm đêm trong họ Erebidae.